# Девід Веттер
Де́від Фі́лліп Ве́ттер (англ. David Phillip Vetter; 21 вересня 1971, Х'юстон, Техас — 22 лютого 1984, там же; похований у Конроу) — хлопчик, який страждав на рідкісне генетичне захворювання, що нині визначають як тяжкий комбінований імунодефіцит (ТКІД, англ. SCID — severe combined immunodeficiency; інші назви — синдром хлопчика в бульбашці, алімфоцитоз, синдром Глянцманна — Рінікера, тимічна алімфоплазія). 
З народження вимушений жити в абсолютно стерильному середовищі, набув всесвітньої слави завдяки постійній увазі масмедіа. Провів значну частину життя в дитячому відділенні х'юстонської лікарні Св. Луки — Техаській дитячій клініці (англ. St. Lukeʼs Hospital; Texas Childrenʼs Hospital). Помер від раку, що розвинувся після операції з пересадки кісткового мозку від старшої сестри — Кетрін Веттер (англ. Katherine Vetter), — ураженого невиявленим при попередньому обстеженні вірусом Епштейна — Барр.

## Біографія
Старший брат Девіда — Девід Джозеф Веттер III (англ. David Joseph Vetter III), перший син Девіда Джозефа Веттера-молодшого (англ. David Joseph Vetter Jr.) і Керол Енн Веттер (англ. Carol Ann Vetter), — помер у семимісячному віці. За висновком лікарів, хлопчик народився з генетично обумовленим дефектом вилочкової залози, що відіграє важливу роль у нормальному функціонуванні імунної системи. Ймовірність того, що кожен наступний син, зачатий парою, успадкує аналогічний генетичний розлад, становила 50 %. 
Фахівці з медичного Бейлор-коледжу Джон Монтгомері (англ. John Montgomery), Мері Енн Саут (англ. Mary Ann South) і Рафаел Вілсон (англ. Raphael Wilson) запевнили подружжя Веттер, що в разі, якщо в них народиться ще одна дитина з ТКІД, її можна буде помістити в стерильний ізолятор на період до операції з пересадки кісткового мозку від потенційного донора — старшої сестри Кетрін. Девід Джозеф і Керол Енн пристрасно хотіли сина-спадкоємця. Вважаючи, що після нетривалого курсу лікування її дитина зможе жити нормальним життям, Керол Енн зважилася на третю вагітність. Після народження Девіда, однак, було встановлено, що кістковий мозок Кетрін є несумісним з тканинами тіла новонародженого; можливість трансплантації була виключена. Ні приватного, ні публічного обговорення того, як належало діяти в цьому випадку, а також потенційного терміну перебування дитини в бульбашці-ізоляторі, не проводилося.
За словами преп. Реймонда Лоренса (англ. Rev. Raymond Lawrence), тодішнього капелана лікарні (згодом — директора Пасторського піклування Колумбійської пресвітеріанської лікарні в Нью-Йорку; англ. Pastoral Care of Columbia Presbyterian Hospital, NYC),

Найгіршим в історії Хлопчика в бульбашці є те, що бульбашка йому була уготована з моменту зачаття. Ті, хто все це затіяв, нічого не прорахували як слід. Вони не продумали до пуття, що буде, якщо способу лікування не знайдуть відразу ж після народження дитини. Вони виходили з припущення, що в бульбашці можна жити хоч до вісімдесяти років — і таке життя буде хоч і прикрим, але, загалом, цілком стерпним.

Лоренс твердить, що Монтгомері, Саут і Вілсон навмисно переконали батьків Девіда зачати дитину — тільки для того, аби отримати зручний експериментальний об’єкт для своїх досліджень. Усі троє фахівців відкидають це звинувачення.

### Народження
До народження Девіда у х’юстонській лікарні Св. Луки було підготовлено спеціальне стерилізоване ліжко-кокон. За 10 секунд після появи Девіда на світ кесаревим розтином 21 вересня 1971 року його помістили у знезаражене пластикове середовище — бульбашку-ізолятор із полівінілхлориду, що стала для нього житлом на все подальше життя. До Девіда було кілька інших так званих «дітей у бульбашці», але жоден з них не мав такого життєвого досвіду, як Девід, і не жив так довго.
На прохання батьків Девіда — благочестивих католиків — Рафаел Вілсон (який поєднував ступінь доктора філософії зі званням католицького монаха) охрестив Девіда дезінфікованою святою водою.
За розрахунками лікарів, пересадка кісткового мозку мала стимулювати розвиток власної імунної системи Девіда. При цьому очікувалося, що донором кісткового мозку стане старша сестра Девіда Кетрін. Цього не сталося, і бульбашка, яку створили як тимчасовий лікарняний притулок, стала для Девіда повноцінним домом. У міру того, як Девід ріс, адміністрації лікарні доводилося виділяти для нього додаткову площу. З року в рік Девіда переводили до чергового лікарняного приміщення, достатньо місткого для нього і його бульбашки.

### Життя в бульбашці
Перш ніж потрапити до стерильного кокона Девіда, вода, повітря, продукти харчування, підгузники і одяг ретельно дезінфікувалися за допомогою спеціальних хімічно активних речовин. До самого Девіда доторкалися виключно за допомогою спеціальних пластикових рукавичок, вправлених у стінку бульбашки. Іграшки, книги й інші предмети очищалися від найменших залишків клею і етикеток, поміщалися в камеру, наповнену оксираном, і витримувалися там протягом чотирьох годин при температурі 60˚C, після чого піддавалися аерації протягом 1—7 днів.
Через шум двигунів, які підтримували в бульбашці постійний атмосферний тиск, Девіду було важко чути репліки співрозмовників, а їм — мову Девіда.
Коли Девіду виповнилося три роки, до бульбашки прибудували секцію для ігор розміром 11 × 6,5 × 8 футів (близько 3,4 × 2 × 2,4 м). Спеціально для того, аби зафіксувати момент першого вступу Девіда в «ігрову кімнату», до лікарні прибув фотограф з медіа-агентства United Press International, однак Девід навідріз відмовився залишати бульбашку, що давно стала для нього звичною. Тоді мати Девіда звернулася за допомогою до психолога Мері Ади Мерфі (англ. Mary Ada Murphy), яка працювала в той час над докторською дисертацією і вже мала досвід спілкування з Девідом. Мерфі вдалося умовити Девіда увійти в ігрову секцію, приманивши його золотою рибкою (після чого Мері запросили проводити з Девідом регулярні терапевтичні сеанси).
Науковці й батьки Девіда зробили все, аби забезпечити йому життя, яке нічим не відрізнялося від нормального: він навчався за звичайною шкільною програмою, дивився портативний телевізор, придбаний і встановлений у його бульбашці за рахунок лікарні. Втім, Девіду хотілося не тільки спостерігати життя з вікна і по телевізору, але і брати участь у ньому. До 1974 року Девід зміг проводити дво-тритижневі канікули у батьківському домі в Конроу в спеціально спорудженій для цієї мети домашній бульбашці. Коли Девід бував удома, його сестра завжди ночувала у вітальні поруч з бульбашкою. Брат і сестра були дуже близькі, хоча іноді справа доходила до бійок і стусанів (через рукавички, вправлені у стінку бульбашки); одного разу Девід вдарив Кетрін і відразу ж перейшов на іншу сторону бульбашки, де до нього неможливо було дотягнутися в рукавичках. Верх у дитячих суперечках, однак, завжди здобувала Кетрін — вона не тільки могла в будь-який момент пригрозити відключити бульбашку від електромережі, але кілька разів дійсно виконувала свою погрозу. Коли виходило повітря з основної частини бульбашки, Девід забирався до спеціального резервного відсіку і сидів там, благаючи Кетрін знову підключити бульбашку до мережі.
У гості до Девіда регулярно приходили ровесники — друзі і партнери по іграх. Одного разу один з приятелів Девіда влаштував для нього спеціальний показ «Повернення джедая» в місцевому кінотеатрі, до якого Девід добрався у спеціальній транспортувальній бульбашці, призначеній для подорожей з дому до лікарні і назад.
У віці чотирьох років Девід виявив, що може проколювати отвори у своєму коконі за допомогою шприца, якого випадково забув у бульбашці хтось із співробітників лікарні. Це змусило Рафаела Вілсона вперше розповісти Девіду про існування мікробів і про його, Девіда, особливий стан.
Зрештою Девід усвідомив, яке життя на нього чекає. За словами Мерфі,

Хоча Девіду було тільки п’ять років, він розумів, чим відрізнявся від інших, — і боявся того, що на нього очікувало: обмеженого вибору, почуття відчуження, необхідності бути особливо ввічливим і слухняним, аби не видати свій гнів.

До середини 1970-х років у гостях у Девіда в Техаській дитячій клініці побувало багато знаменитостей, включно з членами королівських сімей та оперною співачкою Беверлі Сіллз — чиє дитяче прізвисько було, за випадковим збігом, «Бульбашки» (англ. Bubbles).

### Психологічні та етичні аспекти
Усупереч створеному пресою образу абсолютно нормального хлопчика, приреченого жити в бульбашці, Девід був психологічно нестійким — головно через нестачу спілкування з іншими людьми й очевидну безнадійність його становища. Вимушений демонструвати ретельно відпрацьовану напускну ввічливість, Девід дедалі частіше впадав у дратівливість і депресію, висловлюючи свій гнів імпульсивними діями (так, одного разу він розмазав по всій бульбашці власні екскременти). Крім того, Девід панічно боявся інфекції; ночами його переслідували нав’язливі кошмари про полчища отруйних павуків і «короля мікробів», який насилав на нього своїх незліченних дружин.
1975 року, коли Девіду було близько чотирьох років, у Техаській дитячій клініці було організовано консиліум, присвячений етичним аспектам випадку Девіда. Один із перших лікарів Девіда, Джон Монтгомері, виступаючи на консиліумі, заявив, що якби у нього була така можливість, він здійснив би подібний проект ще раз, з іншою дитиною. Коли хтось запитав Монтгомері: «І довго ви маєте намір здійснювати такі проекти?», він відповів: «Доти, доки не вирішу, що з цього більше не вичавити жодної інформації — або поки результат проекту не буде ясний». Інших консиліумів з даного питання не проводилося.
1997 року Монтгомері сказав:

У ту пору нас надихало все, про що ми дізнавалися. Якби люди не йшли на ризик, нас із вами не було б на світі. Якби Колумба заздалегідь попередили, що він ніколи не досягне краю Землі, він би залишився в Іспанії і торгував тортильями.

### Скафандр від НАСА
1. Девід, який уперше в житті побачив водопровідний кран
2. Батько Девіда і доктор Мері Енн Саут перевіряють стан шлангів, що подають фільтроване повітря в скафандр

1977 року співробітники НАСА, ґрунтуючись на досвіді виготовлення космічних скафандрів, створили спеціальний скафандр вартістю 50 000 доларів США, що дозволив Веттеру виходити зі свого кокона у зовнішній світ. Громіздкий костюм з’єднувався з бульбашкою восьмифутовою (2,5 м) трубою-тунелем з тканини, яка надавала Девіду можливість перейти в скафандр без ризику зараження.
У день, коли шестирічний Девід мав отримати свій подарунок, лікарню відвідали багато вчених і представників преси, які бажали побачити, як «хлопчик у бульбашці» вперше залишить своє житло. На загальне розчарування, Девід відмовився надягати скафандр перед журналістами («Я не вірю. Мері, ти віриш? Подивися на цю штуку в кінці тунелю. Я її боюся. Там можуть бути мікроби»). Через кілька годин після того, як представники преси пішли, Девід, тремтячи від страху, проповз по трубі і засунув голову в скафандр. До цього він ніколи в житті не робив більше, ніж шість кроків в одному напрямку.
Пізніше Девід звик до свого скафандра, однак скористався ним лише сім разів, перш ніж остаточно виріс з нього, і згодом жодного разу не надягнув нового скафандра, наданого йому НАСА. Кілька років по тому при перегляді телевізійного фільму, який зображує окремі моменти його біографії, Девід розсміявся, побачивши, що артист, який виконував його роль, входить у бульбашку в такому ж, як у Девіда, скафандрі без попередньої стерилізації.
1977 року в газеті Roundup — офіційному виданні Космічного центру імені Ліндона Джонсона — було опубліковано велику статтю, що докладно висвітлювала технічні аспекти виготовлення і експлуатації костюма-ізолятора Девіда.
1986 року Смітсонівський інститут придбав скафандр для Національного музею американської історії.

### Смерть
На початок 1980-х років сподівання на те, що спосіб лікування Девіда нарешті буде знайдено, як і раніше залишалися ефемерними. Лікарі побоювалися, що в підлітковому віці Девід стане ще більш непередбачуваним і неконтрольованим. Уряд США підняв питання про скорочення фінансування досліджень, пов'язаних з експериментом, зважаючи на їхню безрезультатність, а також несхвалення етичної сторони експерименту, щодалі частіше висловлюване під час публічних дебатів. На догляд за Девідом було витрачено загалом близько 1,3 мільйона доларів США.
1980 року, коли Девіду було близько дев’яти років, нові закріплені лікарі Ральф Фейгін (англ. Ralph Feigin) і Вільям Ширер (англ. William Shearer) запропонували спробувати вивести його з бульбашки, перевівши на режим ін'єкцій гамма-глобуліну і антибіотиків. Розуміючи, що це майже напевно прирекло б Девіда на загибель (і попередньо проконсультувавшись із трьома першими лікарями), його батьки відповіли відмовою. Монтгомері заявив:

Усі ці роки ми вважали історію Девіда історією успіху — і станься це [смерть Девіда], довелося б визнати, що все було даремно, що вся наша затія була даремною.

Три роки по тому, за порадою лікарів, які свого часу вмовили Веттер зачати другого сина, батьки Девіда вирішили дозволити його медичній бригаді виконати операцію з пересадки Девіду кісткового мозку від його старшої сестри Кетрін. Спроби знайти сумісного донора, що робилися з моменту народження Девіда, не увінчалися успіхом, однак у дослідженнях з трансплантації несумісного матеріалу, проведених незадовго до цього, було досягнуто певних позитивних результатів. Усупереч бажанню Девіда, операцію знімали на кіноплівку. Кістковий мозок Кетрін було пересаджено Девіду через внутрішньовенні катетери, пропущені крізь стінку бульбашки.
Операція, проведена 23 жовтня 1983, пройшла успішно, і деякий час лікарі всерйоз сподівалися, що завдяки ній Девід зможе, нарешті, залишити свою бульбашку. Між тим, у грудні того ж року Девід уперше в житті відчув себе погано — у нього почалися діарея, висока температура і сильне блювання, викликані кишковою кровотечею. Симптоми були настільки серйозні, що Девіда довелося витягти з його стерильного житла. Поза бульбашкою стан Девіда почав різко погіршуватися; в перший тиждень лютого 1984 року наступила кома. Мати Девіда в перший і останній раз змогла доторкнутися до шкіри сина незадовго до його смерті. 15 днів по тому, 22 лютого 1984 року, 12-річний Девід Веттер помер від лімфоми Беркітта .
Патологоанатомічний розтин показав, що кістковий мозок Кетрін містив герпетичний вірус Епштейна — Барр, який залишився невиявленим під час передопераційного обстеження. Потрапивши в організм Девіда, вірус призвів до появи в його тілі кількохсот ракових пухлин.
Девід, який неодноразово бачив рекламу «Кока-коли» і чув про неї від однолітків, усе життя мріяв спробувати напій, однак процес стерилізації, необхідної для передачі «Кока-коли» всередину бульбашки, руйнував її смак. Уперше в житті покинувши бульбашку, Девід відразу попросив «Кока-коли», але отримав відмову. За словами матері Девіда,

Девід так часто чув про «коку» по телевізору і від інших дітей, що завжди мріяв її спробувати. Це була одна з перших речей, про які він попросив незадовго до смерті — відразу після того, як його звільнили з бульбашки. Але лікарі визнали, що в його стані «Кока-кола» протипоказана.

## Пам’ять
Після смерті Девіда його батьки розлучилися. З 1984 до 2005 року Девід Джозеф Веттер обіймав посаду мера міста Шенандоа; нині працює фінансовим консультантом. Керол Енн вийшла заміж за репортера журналу People Кента Демерета (англ. Kent Demaret), який раніше опублікував кілька статей про її сина.
За словами Мері Мерфі, особистого психолога Девіда (яку він називав своїм найкращим другом), хлопчик попросив її написати коли-небудь «правдивий звіт» (англ. a true accounting) про його життя. Вона мала намір зробити це 1995 року, опублікувавши свою книгу «Чи була гра варта свічок? Справжня історія Девіда, хлопчика в бульбашці» (англ. Was It Worth It? The True Story of David the Bubble Boy), однак виходу книги перешкодили адвокати батьків Девіда.
Школа в місті Зе-Вудлендс (некорпоративний округ Монтгомері), що відкрилась 1990 року, названа «Початковою школою імені Девіда» (англ. David Elementary) на честь Девіда Веттера.
Напис на надгробку Девіда Веттера говорить: «Він так і не доторкнувся до світу, але світ був зворушений ним» (англ. He never touched the world, but the world was touched by him).

## У популярній культурі
Історія «Хлопчика в бульбашці» (поряд із біографією Теда Девіти, який страждав на апластичну анемію), є предметом численних алюзій у сучасній англомовній популярній культурі.
- 1976 року за мотивами біографій Веттера і Девіти було знято американський телевізійний художній фільм «Хлопчик у пластиковій бульбашці[en]» (традиційний переклад назви — «Під ковпаком») з Джоном Траволтою у головній ролі. Сам Девід знявся в кількох серіях американського дитячого науково-популярного телесеріалу «3-2-1, контакт[en]» (1980—1988).
- «The Boy in the Bubble» («Хлопчик у бульбашці») — перша пісня на альбомі Пола Саймона Graceland[en] (1986). У тексті пісні, присвяченої небезпечним для людини наслідкам сучасних технологій, є рядки: «Medicine is magical and magical is art / The boy in the bubble / And the baby with the baboon heart» — «Медицина чарівна, і чарівне мистецтво / Хлопчик у бульбашці / І немовля з серцем бабуїна» («немовля з серцем бабуїна» — Бебі Фей[en], об’єкт іншого широко висвітленого в пресі медичного експерименту, що також закінчився трагічно).
- 7-й епізод 4-го сезону американського ситкому «Сайнфелд» «Хлопчик у бульбашці[en]» (1992) частково побудовано на сюжеті, що обігрує історію Девіда Веттера.
- Відеокліп на композицію «The Air That I Breathe[en]» («Повітря, яким я дихаю»), записану британською соул-рок-групою Simply Red на альбомі Blue[en] (1998), є даниною біографії Веттера.
- У 10-му епізоді 10-го сезону американського мультсеріалу «Сімпсони» «Viva Ned Flanders[en]» (1999) Карл Карлсон заявляє, що життя Неда бідніше на пригоди, ніж життя «хлопчика в бульбашці», — тому що у того, принаймні, «завжди була під рукою колода карт». В іншому епізоді Барту Сімпсону довелося якийсь час провести в аналогічній бульбашці після того, як його вкусив китайський комар.
- Обставини життя і хвороби Девіда лягли в основу американської кінокомедії «Хлопець із бульбашки[en]» (2001) з Джейком Джилленголом у головній ролі.
- Другорядну сюжетну лінію 18-го епізоду 4-го сезону американського анімаційного ситкому «Сім’янин» «The Father, the Son, and the Holy Fonz[en]» (2005) присвячено «життю Ст’юї[en] в бульбашці».
- VBS.BubbleBoy — мережевий хробак, що вражає операційні системи Windows 98 і Windows 2000[23].